# José Vicente Morata Estragués
José Vicente Morata Estragués (Valencia, 20 de julio de 1960) es un empresario español con una dilatada trayectoria en cargos de representación empresarial. Es Presidente de la Cámara de Comercio de Valencia desde el 1 de junio de 2010.
Es Presidente del Consejo de Cámaras de Comercio de la Comunidad Valenciana, con un ámbito de actuación autonómica. 
Es vicepresidente tercero de Cámara España, corporación que representa a la red territorial de cámaras españolas con sede en Madrid, y vicepresidente de Eurochambres
Preside la Comisión de Puertos de Cámara España, un foro de análisis y debate en el que tiene voz una amplia representación de la comunidad logístico-portuaria.
Es secretario regional para la Península Ibérica y presidente de la Comisión de Puertos y asuntos marítimos de la Asociación Iberoamericana de Cámaras de Comercio - AICO 
Es Cónsul Honorario de Estonia en Valencia desde 2009. 
Director académico del curso «Qui pot ser empresari?» de la Cátedra de Cultura Empresarial de la Universidad de Valencia.

## Reseña biográfica
Dirige la empresa valenciana de carpintería industrial Morata, fundada en 1896, de la que él es la cuarta generación. Como empresario del sector de la carpintería, ocupa la vicepresidencia de la Asociación Valenciana de Empresarios de Carpintería y Afines (ASEMAD).
Ha sido administrador provisional del Banco de Valencia, cargo que ocupó de junio de 2012 a marzo de 2013, nombrado por el Fondo de Reestructuración Ordenada Bancaria (FROB).
Durante los últimos años, ha sido presidente de CEPYMEV -Confederación Empresarial de la Pequeña y Mediana Empresa-, vicepresidente de la CEV –Confederación Empresarial Valenciana-, miembro de la Junta Directiva de la Confederación de Organizaciones Empresariales de la Comunidad Valenciana (CIERVAL); del Comité Ejecutivo y de la Junta Directiva de la Confederación Empresarial de la Pequeña y Mediana Empresa (CEPYME); de la Junta Directiva de la Confederación Española de Organizaciones Empresariales (CEOE), además de formar parte del Comité Ejecutivo de Cámara Valencia.
Ha formado parte del Consejo Social de la Universitat de València y de la Cátedra de Cultura Empresarial de la Fundación Universidad-Empresa (Universidad de Valencia). Ha sido presidente de UMIVALE, una de las mayores mutuas de accidentes de trabajo con implantación en todo el territorio nacional, de 1998 a 2012.
Como Presidente de Cámara Valencia, representa a la institución y participa en las instituciones:
- Vicepresidente de la Fundación Incyde
- FERRMED[10]
- Fundación Conexus[11]
- Patronato de ADEIT Fundación Universidad-Empresa[12]
- Comité Ejecutivo y Patronato de Feria Valencia[13]
- Patronato de la Fundación Manuel Broseta[14]
- Patrono de la Fundación Valenciana de Estudios Avanzados[15]
- Presidente de honor de IVEFA[16]
- Vicepresidente de Visit Valencia
- Patrono y Comité Ejecutivo de la Fundación Parque Científico Univ. De Valencia
- Vocal del patronato de los Premios Rey Jaime I[17]
- Turisme Comunitat Valenciana
- Patrono de la Fundación Comunidad Valenciana Región Europea[18]
- Comité de Dirección y Consejo Asesor de IVACE Internacional

## Distinciones
- Premi Sentit Comú (2010)
- Máster de Oro del Real Forum de Alta Dirección (20 de octubre de 2017)
- Embajador de la Marca Ejército. Expedida por el Ministerio de Defensa, Cuartel General Terrestre de Alta Disponibilidad (CGTAD). (Marzo 2021)
- Cruz al Mérito Policial, Expedida por el Ministerio del Interior (Septiembre 2021)
- Cruz al Mérito Militar, Expedida por las Fuerzas Armadas, Ministerio de Defensa (Junio 2024)